# Domenico Giuliotti
Domenico Giuliotti (San Casciano in Val di Pesa, 18 febbraio 1877 – Greve in Chianti, 12 gennaio 1956) è stato uno scrittore italiano.

## Biografia
Nacque a Luciana, una località nel comune di San Casciano in Val di Pesa, ed esordì con un libro di versi, Ombre d'un'ombra (Città di Castello 1910). Nel 1913 fonda a Siena, insieme a Federigo Tozzi, la rivista “La Torre”, di ispirazione cattolica.
Nel 1920 pubblica L'ora di Barabba la sua opera più celebre.
Altre opere di varia prosa e di saggistica di Giuliotti sono: Tizzi e fiamme (Firenze 1925), Polvere dell'esilio (1929), San Francesco (1932), Il ponte sul mondo (Torino 1932), Le due luci: santità e poesia (1933), Il merlo sulla forca: Francesco Villon (Firenze 1934), Pensieri di un malpensante (1936), Jacopone da Todi (1939), personalità che egli sentiva molto vicino a sé e che definì “lupo cristiano”.
Con la sua opera di curatore e saggista ebbe un ruolo di un certo peso nella diffusione dell'opera di Joseph de Maistre in Italia.
Dagli anni quaranta pubblicò Penne, pennelli, scalpelli (ivi 1942), Nuovi pensieri di un malpensante (Pisa 1947), Calendottobre (Monza 1952).
Domenico Giuliotti morì pochi mesi prima dell'amico Giovanni Papini, più giovane di lui di quattro anni.
Postumi vennero pubblicati Il malpensante. Pagine di fede, di lotta e d'amore (Firenze 1957, a cura di Piero Bargellini) e Amare e credere (Vicenza 1977); inoltre gli epistolari Lettere agli amici (Vicenza 1980) e il Carteggio 1913-1955 con Papini, con prefazione di Carlo Bo), da cui emergono amicizie con personaggi della cultura dell'epoca ma anche contrasti, ad esempio con un giovane Indro Montanelli.

## Opere

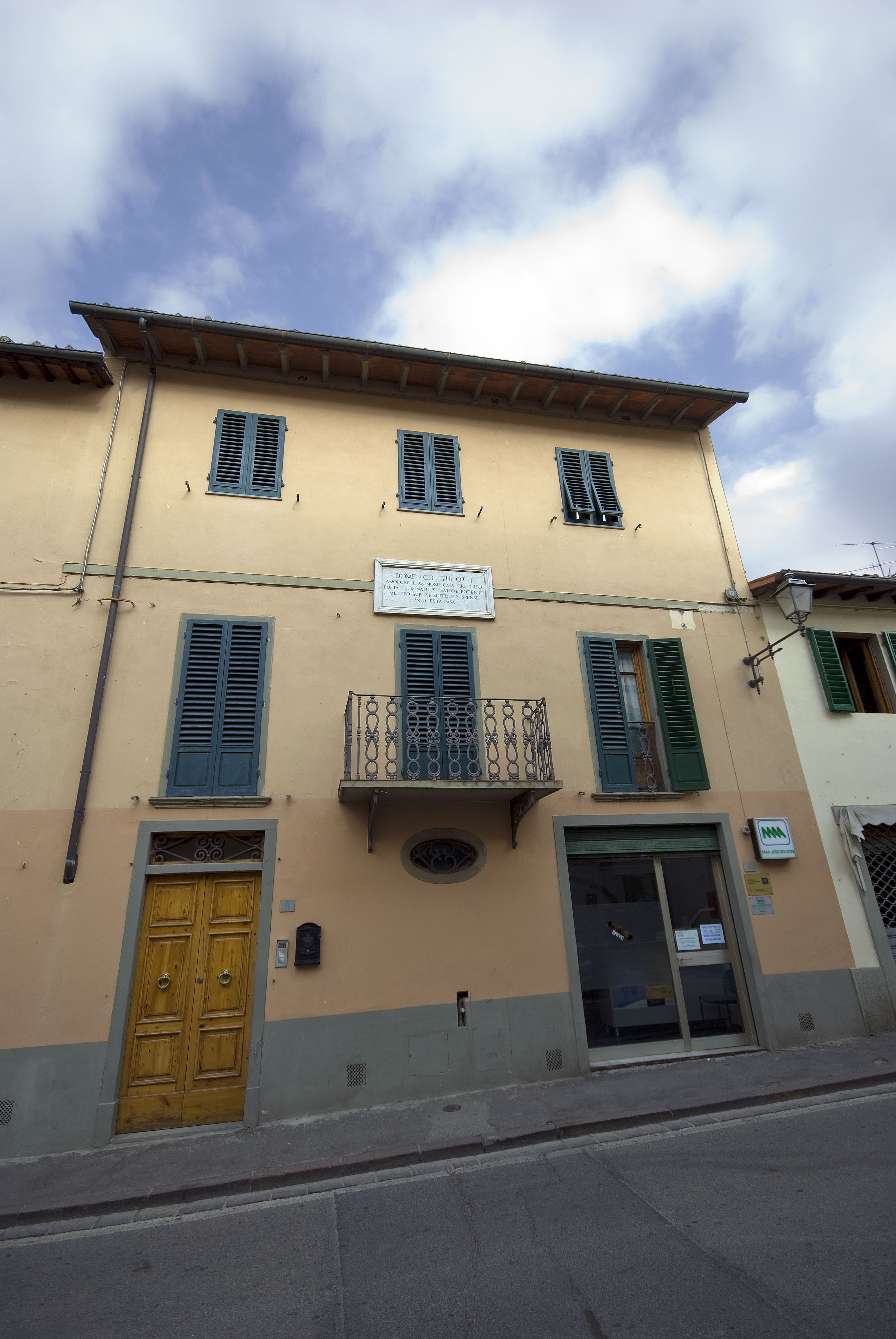
La casa di Greve in Chianti in cui morì Domenico Giuliotti

- Ombre d'un'ombra: Versi, Soc. Tip. Ed. Cooperativa, Città di Castello, 1910
- Cecco Angiolieri, Le rime, Edizione completa annotata e commentata [a cura di] Domenico Giuliotti, Siena, Giuntini-Bentivoglio, 1914
- L'ora di Barabba (1920; nuova ed. a cura di Luigi Castiglione, Roma, Logos, 1982)
- Domenico Giuliotti e Giovanni Papini, Dizionario dell'omo salvatico, Vallecchi, Firenze, 1923
- Poesie, Vallecchi, Firenze, 1932
- Iacopone da Todi, Vallecchi, Firenze, 1939
- Penne, pennelli, scalpelli, Vallecchi, Firenze, 1942
- Il cavallo volante, illustrazioni di Alessandro Brissoni, Ed. Bernardo Cennini, Tip. Vallecchi, Firenze, 1945
- L'ora di Barabba, Vallecchi, Firenze 1946
- Giri d'arcolaio, disegni in nero di Piero Bernardini, tavole a colori di Giovanni Colacicchi, Le Monnier, Tip. E. Ariani, Firenze, 1948
- De Maistre, a cura di Domenico Giuliotti, L'Arco, Tip. L'Impronta, Firenze, 1948
- Il malpensante: pagine di fede, di lotta e d'amore scelte da Piero Bargellini, Vallecchi, Firenze, 1957
- Amare e credere, a cura di Massimo Baldini, La Locusta, Vicenza, 1977
- Le due luci: santità e poesia, a cura di Massimo Baldini, Logos, Roma, 1979
- Polvere dell'esilio, a cura di Massimo Baldini, Logos, Roma, 1980
- Lettere agli amici, a cura di Massimo Baldini, Piergiovanni Permoli, Ettore Tirinnanzi; introduzione di Geno Pampaloni, La Locusta, Vicenza, 1980
- Massimo Baldini, Il più santo dei ribelli. Scritti su Domenico Giuliotti, Logos, Roma, 1981
- Raccontini rossi e neri, Logos, Roma, 1983
- Nuovi pensieri d'un malpensante, a cura di Massimo Baldini, Logos, Roma, 1985
- Domenico Giuliotti e Giovanni Papini, Carteggio I (1913-1927), a cura di Nello Vian, prefazione di Carlo Bo, Edizioni di Storia e Letteratura, Roma, 1984; Carteggio II (1928-1939), a cura di Nello e Paolo Vian, ibidem, 1989; Carteggio III (1940-1955), a cura di Nello e Paolo Vian, ibidem, 1991
- Tizzi e fiamme, a cura di Massimo Baldini, Cantagalli, Siena, 1999
- Domenico Giuliotti e Giovanni Papini, Umilissime Scuse, Marietti, 2000
- Una rana nera e rara: scioglilingua, indovinelli, filastrocche e cantilene, scelti da Domenico Giuliotti, Chegai, Firenze, 2001
- Il Natale, a cura di Massimo Baldini, illustrazioni di Giacomo Napoli, Chegai, Firenze, 2001
- Antonio Carrannante, E...lo squilibrio di Domenico Giuliotti, in Storia di una parola: il "galantuomo" attraverso il Novecento, "Rivista di Letteratura Italiana", 2013, 1, p. 91.